# Troubat
Troubat là một xã thuộc tỉnh Hautes-Pyrénées trong vùng Occitanie khu vực tây nam nước Pháp. Xã này nằm ở khu vực có độ cao trung bình 520 mét trên mực nước biển.
- Barousse valley